# Tornos abjectarius
Tornos abjectarius är en fjärilsart som beskrevs av George Duryea Hulst 1887. Tornos abjectarius ingår i släktet Tornos och familjen mätare. Inga underarter finns listade i Catalogue of Life.